# Oasis naturaliste du bassin côtier d'Acquatina
L' oasis naturaliste du bassin côtier Acquatina (en italien : Oasi naturalistica Bacino Costiero Acquatina) est un espace naturel protégé créé dans les Pouilles en 1980 sur le territoire de la commune de Lecce, dans la Province de Lecce,.

## Caractéristiques
C'est une zone humide côtière d'une superficie de 100 ha, située dans les Pouilles, dans la commune de Lecce, dont le bassin d'eau saumâtre s'étend sur 45 ha  et s'étend sur 2 km derrière les dunes. C'est aussi un site Natura 2000 en tant que site d'importance communautaire (SIC) et zone de protection spéciale (ZPS).
La zone est gérée par le Département des sciences et technologies biologiques et environnementales de l'Université du Salento.
L'oasis naturaliste présente les conditions naturelles des zones saumâtres. Parmi les espèces végétales figurent les arbustes du maquis méditerranéen, la steppe salée et diverses espèces d'orchidées spontanées. Parmi les espèces animales, il existe une ichtyofaune abondante et précieuse, diverses espèces de crustacés et de mollusques et les plantes aquatiques et des populations d'algues.